# UGC 8335
UGC 8335 (Arp 238) представляет собой пару сильно взаимодействующих спиральных галактик. Они были искажены экстремальными приливными силами, создавая заметные приливные хвосты и мост из газа и звёзд между галактиками. Расстояние между галактиками составляет около 35′′ (22 кпк).
UGC 8335 находится на расстоянии около 400 миллионов световых лет от Земли в созвездии Большой Медведицы. Этот объект находится под номером 238 в Атласе пекулярных галактик, составленном Хэлтоном Кристианом Арпом.
Пара галактик, входящих в UGC 8335, обозначаются как UGC 8335 E (восточная) и UGC 8335 W (западная). Первая из них — спиральная (Sc), содержит активное ядро, её видимая величина в синем диапазоне (B) 15m. Вторая — спиральная с перемычкой (SBc), имеет несколько бо́льшую светимость, её видимая величина (B) 14,4m.

## Сверхновая SN 2012by
25 апреля 2012 года Дуга Рич обнаружила в UGC 8335 сверхновую, получившую обозначение SN 2012by. В момент открытия сверхновая имела визуальную величину 17,6m. Два дня спустя, 27 апреля, она достигла пиковой величины 17,3m. SN 2012by была классифицирована как сверхновая типа II. Исследовательская группа также обнаружила, что её спектр был аналогичен спектру SN 1996as.